# فرناندو کودو (دوچرخه‌سواری)
فرناندو کودو (اسپانیایی: Fernando Quevedo‎؛ زادهٔ ۱۷ دسامبر ۱۹۶۴) دوچرخه‌سوار اهل اسپانیا است. وی در مسابقات تور دو فرانس شرکت کرده است.